# Мольнар, Дежё
Дежё́ Мольна́р (венг. Molnár Dezsõ; род. 12 декабря 1939, Magyarlak, Ваш) — венгерский футболист, играл на позиции нападающего, участник чемпионата мира 1966 года.

## Биография

### Клубная карьера
Мольнар начал профессиональную карьеру в клубе «Халадаш», в котором отыграл четыре сезона. 
В 1965 году перешёл в «Вашаш», в составе которого отыграл семь сезонов, выиграв два чемпионских титула в 1965 и 1966 годах, а также два Кубка Митропы. Всего за эту команду Мольнар сыграл 154 матча и забил 18 голов. 
В 1972 году перешёл в «Ганц-Маваг», в котором отыграл два сезона и завершил карьеру в возрасте 34 лет.

### Карьера в сборной
В составе сборной Венгрии был в заявке сборной на чемпионате мира 1966 года, но на турнире не играл. Всего за сборную Венгрии сыграл 8 матчей и забил 1 гол.

## Достижения
«Вашаш»
- Чемпион Венгрии (2): 1965, 1966
- Обладатель Кубка Митропы (2): 1965, 1969/70